# Thiago Alves (volley-ball, 1986)
Pour les articles homonymes, voir Thiago Alves et Alves (homonymie).
Thiago Soares Alves est un joueur brésilien de volley-ball né le 26 juillet 1986 à Porto Alegre (Rio Grande do Sul). Il mesure 1,96 m et joue réceptionneur-attaquant. Il est international brésilien.

## Clubs
| Club                   | De        | À         |
| ---------------------- | --------- | --------- |
| Bento Vôlei            | 2003-2004 | 2003-2004 |
| On Line Novo Hamburgo  | 2004-2005 | 2004-2005 |
| Unisul São José        | 2006-2007 | 2006-2007 |
| Cimed Florianópolis    | 2007-2008 | 2009-2010 |
| Sesi-SP                | 2010-2011 | 2010-2011 |
| Suntory Sunbirds Osaka | 2011-2012 | 2011-2012 |
| RJ Vôlei               | 2011-2012 | ...       |

## Palmarès

### Club et équipe nationale
- Jeux olympiques
  - Finaliste : 2012
- Championnat du monde des moins de 21 ans
  - Finaliste : 2005
- Championnat du monde des moins de 19 ans (1)
  - Vainqueur : 2003
- Ligue mondiale (3)
  - Vainqueur : 2007, 2009, 2010
  - Finaliste : 2011, 2013
- World Grand Champions Cup (1)
  - Vainqueur : 2009
- Copa America
  - Finaliste : 2007, 2008
- Championnat d'Amérique du Sud (3)
  - Vainqueur : 2007, 2009, 2011
- Championnat d'Amérique du Sud des moins de 21 ans (1)
  - Vainqueur : 2004
- Championnat d'Amérique du Sud des moins de 19 ans (1)
  - Vainqueur : 2002
- Jeux panaméricains (1)
  - Vainqueur : 2011
- Championnat d'Amérique du Sud des clubs (1)
  - Vainqueur : 2009
  - Finaliste : 2010
- Championnat du Brésil (5)
  - Vainqueur : 2008, 2009, 2010, 2011, 2013
- Championnat du Japon (1)
  - Vainqueur : 2012
- Coupe du Japon (1)
  - Vainqueur : 2012

### Distinctions individuelles
- Meilleur attaquant de la Ligue mondiale 2011